# Sant'Eraclio
Sant'Eraclio (Santuracchiu in dialetto locale) è una frazione del comune di Foligno appartenente alla circoscrizione n. 5 “Sant'Eraclio”. La frazione, che è la più popolosa del comune e si trova totalmente in pianura, è oggi urbanisticamente unita alla città di Foligno. Un tempo attraversata dalla via Flaminia, la frazione è oggi compresa tra la superstrada Flaminia (Strada statale 3 Via Flaminia), la ferrovia Roma-Ancona, l'aeroporto e la costruenda tangenziale sud-ovest di Foligno. È a volte definito "quartiere".

## Storia

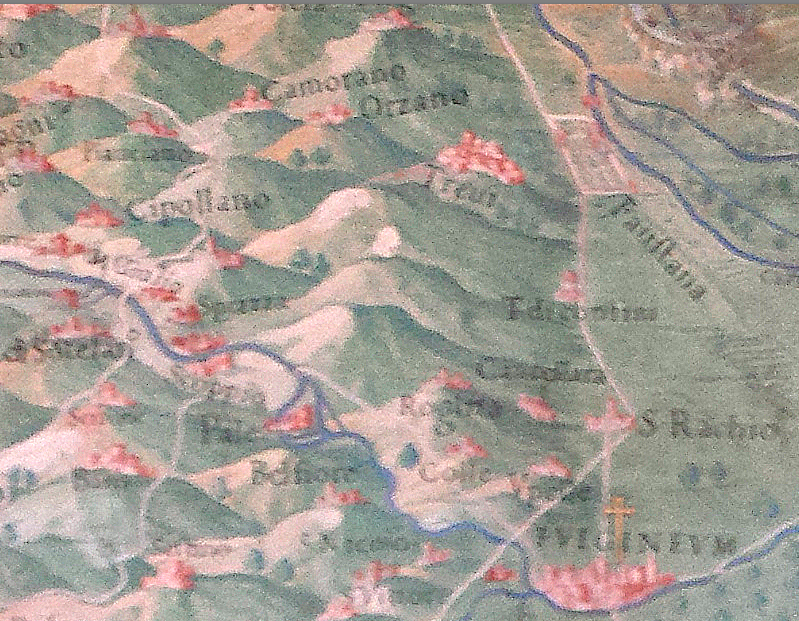
Dettaglio della mappa dell'Agro Spoletino, affresco nei Musei Vaticani, nella quale si trova raffigurata la località di San Rachio

Secondo la tradizione cristiana, il soldato romano Eraclio, convertitosi al Cristianesimo, venne martirizzato nel 251 nei pressi della zona ove successivamente fu eretto il castello a guardia della via Flaminia. In passato venne anche indicato con il nome di Sancto Racchio. Sulla mappa dell'Agro Spoletino affrescata nella Galleria delle carte geografiche all'interno dei Musei Vaticani la località è designata con l'appellativo di "San Rachio".
Un primo nucleo abitato si costituì intorno alla piccola chiesa eretta nel corso dell'VIII secolo, mentre nel XIII secolo venne innalzata una torre di vedetta.
A partire dal XIV secolo la storia del castello si lega con quella della signoria folignate dei Trinci: nel 1320 Nallo Trinci si trasferì nel castello appena eretto.
Durante il XV secolo il castello ospitava anche un ufficiale gabelliere che aveva il compito di riscuotere i pedaggi degli utilizzatori della Flaminia.
Con la caduta dei Trinci, avvenuta nel 1439, il castello guadagnò una parziale autonomia ed arrivò ad avere una popolazione di oltre 1 000 abitanti nel 1626.
Nel 1728 Sant'Eraclio perse la propria autonomia, che venne riguadagnata nel 1798, durante la Repubblica Romana napoleonica; dopo la restaurazione dello Stato Pontificio riottenne un'effimera autonomia comunale, prima di tornare definitivamente sotto la giurisdizione comunale di Foligno nel 1865.

## Economia e manifestazioni

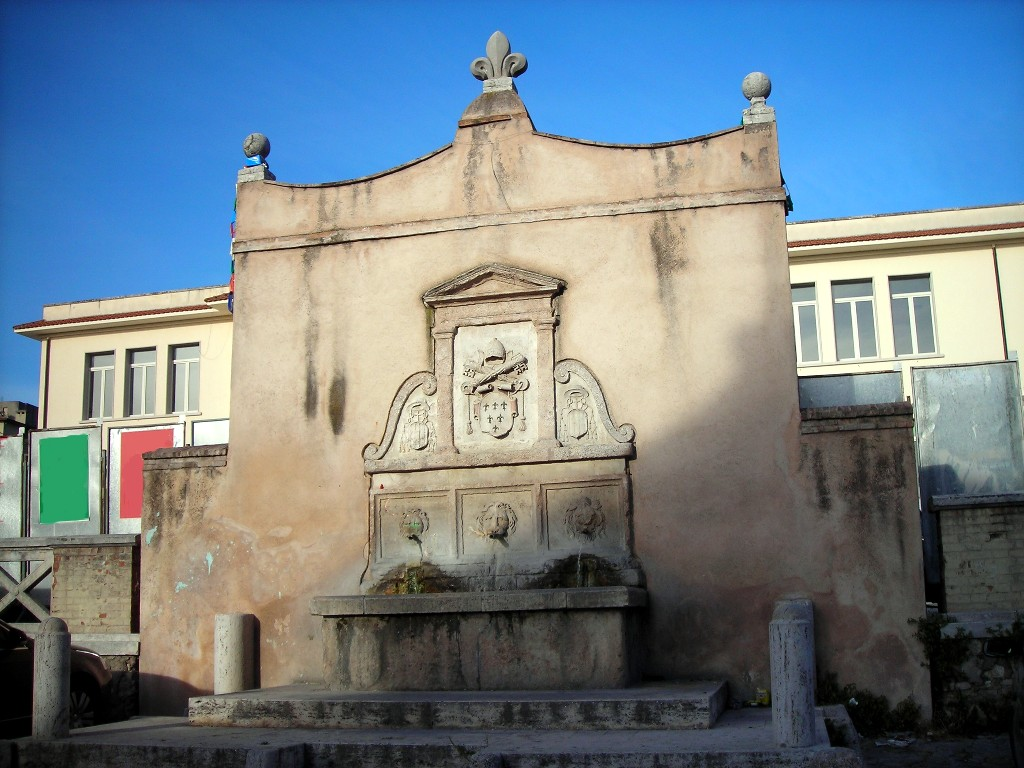
Fontanile monumentale

Pur possedendo notevoli testimonianze storiche, la parte moderna della frazione è in gran parte occupata dalla vasta "zona industriale ed artigianale sud" di Foligno.
Nel suo territorio è presente l'aeroporto di Foligno e la contigua piastra logistica, la frazione è toccata da vie di comunicazione stradali e ferroviarie di interesse nazionale.
Sant'Eraclio è nota per la sfilata di Carnevale (Carnevale dei Ragazzi) che viene organizzata ogni anno, a partire dal 1961, con la presenza di carri allegorici e gruppi in maschera. La tradizione carnevalesca ha radici ben salde nel passato: le prime notizie risalgono al XVI secolo, mentre si è certi che nel XVIII secolo la manifestazione richiamasse folle dalle città vicine e attirasse gli strali degli ecclesiastici, che male vedevano le gioiose attività intraprese dai cittadini mascherati.

## Monumenti e luoghi d'arte

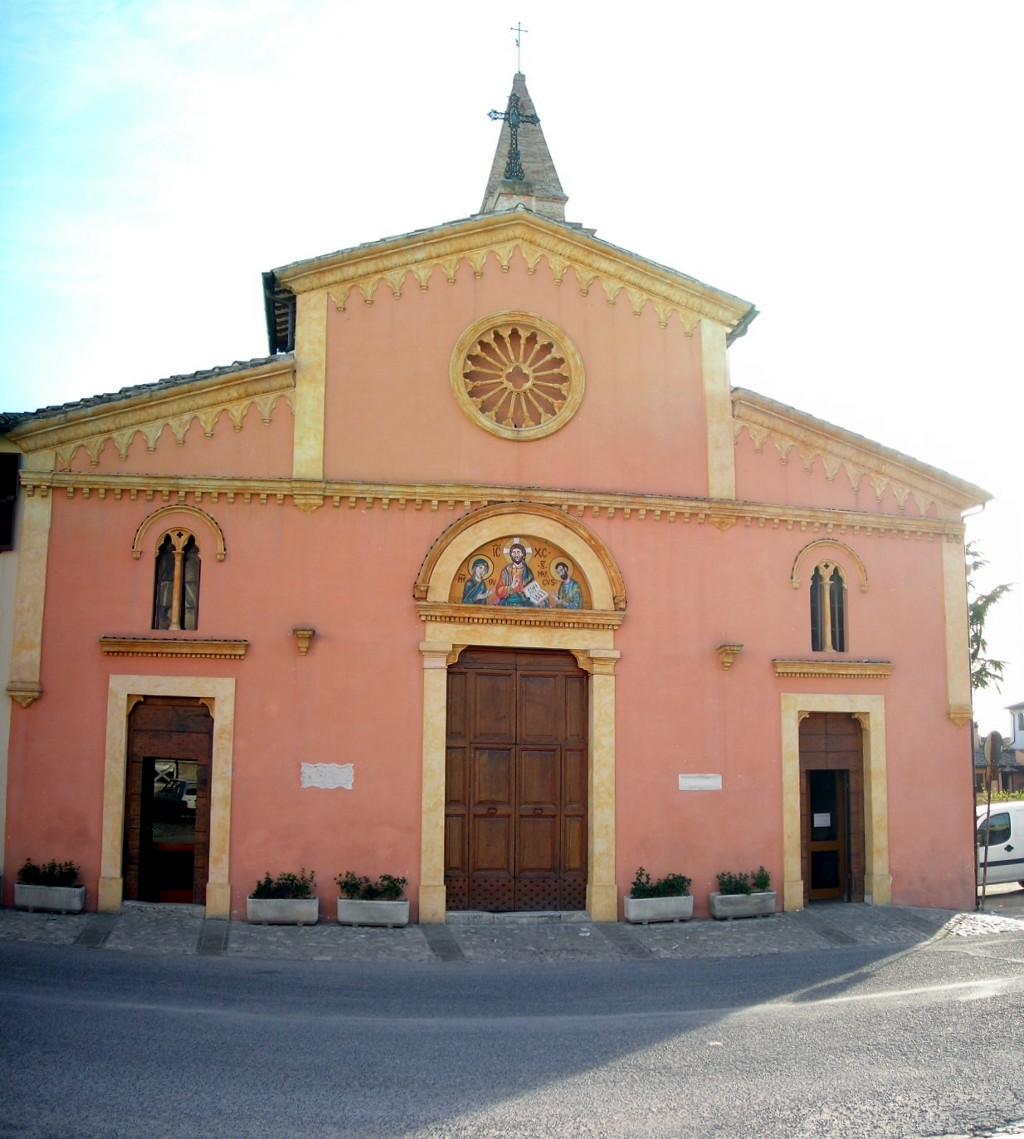
La chiesa parrocchiale.

- Castello dei Trinci (XIV secolo), con le mura, due porte e le torri;
- Chiesa di Santa Croce, all'interno del castello
- Chiesa di San Marco, che conserva  due pale di Giulio Cesare Angeli: una raffigurante la Madonna del Rosario con devoti e devote, datata 1600 e proveniente dalla chiesa di San Pietro. All'altare maggiore è invece una tela con la Consegna delle chiavi, firmata e datata 1601, caratterizzata da un baroccismo arricchito di suggestioni derivate dal tardo manierismo romano.[1]
- Chiesa di San Pietro, sull'antica via Flaminia verso Foligno
- Monastero agostiniano di Santa Maria di Betlem, fondato nel 1379 a Foligno e trasferitosi nel 1968 nei pressi di Sant'Eraclio. La moderna struttura (opera dell'architetto Franco Antonelli), terminata nel 1981, ospita all'interno una chiesa ed un chiostro con i resti di una cisterna romana. Le monache si dedicano anche ad attività di pittura e ricamo.
- Rocca Deli (XI secolo), nella vicina frazione di Scandolaro, oggi trasformato in Agriturismo dove è possibile soggiornare.

## Le 4 Contrade
Sant'Eraclio è suddivisa storicamente in 4 contrade:
- Santo Pietro (in dialetto Santu Pietro) corrisponde alla zona abitata che si estende dall'omonima chiesa verso i confini Nord della frazione;
- Il Castello (in dialetto Lu Castellu) è l'area definita dal Castello stesso e dalle abitazioni prossime;
- Il Cassero (in dialetto Lu Casseru) è l'insediamento urbanistico che si trova a sud del Castello;
- Fontevecchia è la parte dell'abitato che si estende dal fontanile monumentale verso i confini Sud della frazione.

## Sport
- Stadio di calcio appartenente all'Associazione Sportiva Dilettantistica S.Eraclio (militante in 2ª categoria, girone C anno 2012/2013)
- Aeroclub Foligno.